# Paradracaena
Paradracaena es un género extinto de lagarto de la familia de los teídos (Teiidae), cercanamente emparentado a los lagartos de los modernos géneros Dracaena y Tupinambis (lagartos caimán) de América del Sur. La única especie conocida es Paradracaena colombiana (anteriormente clasificada como especie de Tupinambis y Dracaena, respectivamente), siendo descubierta en el llamado Grupo Honda, que conforma el área de La Venta (departamento de Huila) en Colombia, datando de mediados del período Mioceno, siendo definida a través de varios restos, incluyendo un cráneo parcial, restos de vértebras, húmeros, huesos de la cadera (ilíaco, isquion y pubis), tibia, metacarpos y falanges. Hallazgos posteriores mostrarían la presencia de este género en Brasil, en la formación Solimões (zona del río Purus) y la formación Pebas de la zona amazónica de Perú, que también datan del Mioceno.
Paradracaena era un animal similar en su aspecto general a los teídos modernos, especialmente Dracaena, si bien habría sido algo mayor. Sus características más distintivas habrían sido un mayor número de dientes, incluyendo la presencia de dientes pterigoidales, una morfología de reemplazo dental distinta y la expansión de los dientes traseros, de forma molariforme, además de un segundo y tercer dientes de la zona anterior de la mandíbula similares a caninos (tenía, a diferencia de muchos tipos de reptiles modernos, dentición heterodonta). Igual que los modernos Dracaena, habría habitado medios húmedos y semiacuáticos, con gran presencia de bosques tropicales, que caracterizaban a gran parte de la zona septentrional de Suramérica en aquella época.